# Rudolf Conquet

Rudolf Conquet

Conquet met zijn prijzen

Conquet tijdens het trainen

Rudolf Conquet (Willemstad, 25 april 1971) is een Curaçaos-Nederlands karateka en viervoudig wereldkampioen (2011, 2012, 2014 en 2016).

## Carrière
Conquet begon met kyokushin-karate in de dojo van shihan Henry Gougon op Curaçao in 1981, op elfjarige leeftijd. Op 16-jarige leeftijd behaalde Conquet zijn zwarte band en werd hij kampioen in de 18+-categorie in de fullcontactklasse op Curaçao. Na zijn overwinning mocht hij meetrainen met de volwassenen in die klasse. Zijn carrière in het lesgeven begon door in te vallen voor zijn afwezige leraar. Hij opende zijn eigen karateschool en trainde hierna onder begeleiding van shihan Eric Costancia (Nederlands en Europees kyokushin-titelhouder).
Conquet, die ook in Japan heeft gewoond en getraind, emigreerde naar Nederland om meer wedstrijden te kunnen doen. Na drie maanden, in 1998, nam hij deel aan zijn eerste internationale wedstrijd in België. Hij behaalde de eerste plaats en werd gekozen door de Nederlandse bondscoach Vleesenbeek voor de nationale selectie. Verder vertegenwoordigde Conquet Nederland tijdens de Nederlandse kampioenschappen met een aantal andere landen. Hier eindigde hij in de top 3.
Conquet is nog zeer actief als topsporter en reist vaak naar het buitenland voor wedstrijden en trainingen om zijn kennis up-to-date te houden. Zijn doel is om zijn eigen kennis, ervaring en enthousiasme op anderen over te brengen.